# La Victoria (Boyacá)
La Victoria è un comune della Colombia facente parte del dipartimento di Boyacá.
Il centro abitato venne fondato nel 1956, mentre l'istituzione del comune è del 1965.